# Habrocnemis shanensis
Habrocnemis shanensis är en insektsart som beskrevs av Boris Petrovich Uvarov 1942. Habrocnemis shanensis ingår i släktet Habrocnemis och familjen gräshoppor. Inga underarter finns listade i Catalogue of Life.